# Guadalcanal, Sevilla
Guadalcanal este un municipiu în provincia Sevilia, Andaluzia, Spania cu o populație de 2.937 locuitori.